# Метрополитен на Валпараисо
Метрополитен на Валпараисо (на испански: Metro de Valparaíso) се нарича метросистемата в град Валпараисо, Чили.
То е първото и единствено от този вид, изграждано в Чили. Открито е на 23 ноември 2005 г.

## Метростанции
- Станция „Пуерто“
- Станция „Лимаче“